# Ямунанагар (округ)
Ямунанагар (англ. Yamuna Nagar, хинди यमुनानगर जिला) — округ в индийском штате Харьяна. Образован 1 ноября 1989 года. Административный центр и крупнейший город округа — Ямунанагар. Согласно всеиндийской переписи 2001 года население округа составляло 1 041 630 человек. На севере округ граничит со штатом Химачал-Прадеш, на востоке — со штатом Уттар-Прадеш, на юге — с округом Карнал, на юго-западе — сокругом Курукшетра и на западе — с округом Амбала.